# Luana Bertolucci
Luana Bertolucci Paixão (São Bernardo do Campo, 2 maggio 1993) è una calciatrice brasiliana, centrocampista dell'Orlando Pride.

## Carriera

### Club
Luana ha fatto parte delle giovanili di São Bernardo e São Caetano prima di firmare nel 2011 per il Centro Olímpico, con cui ha vinto il campionato brasiliano nel 2013.
Nel 2015 si è trasferita in Europa firmando per l'Avaldsnes. Con il club norvegese è rimasta quattro stagioni vincendo una Coppa di Norvegia prima di trasferirsi all'Hwacheon KSPO in Corea del Sud.
Dal gennaio 2020 decide di ritornare in Europa, firmando un contratto con il Paris Saint-Germain. Al termine della stagione 2021-22 è tornata in Brasile per giocare col Corinthians.

### Nazionale
Ha rappresentato la nazionale Under-17 ai mondiali di categoria disputati nel 2010 in Trinidad e Tobago e al campionato sudamericano. Dopo essere stata promossa in Under-20, ha disputato il mondiale ed il campionato sudamericano di categoria nel 2012.
Nel dicembre 2012 ha esordito con la Nazionale maggiore sostituendo Érika nell'incontro del Torneo di São Paulo vinto 2-1 contro la Danimarca.
Ha in seguito preso parte al Mondiale di Francia 2019 in seguito all'infortunio di Adriana.

## Palmarès

### Club
Competizioni nazionali 
- Campionato brasiliano: 1

Centro Olimpico: 2013
- Coppa di Norvegia: 1

Avaldsnes: 2017
- Campionato francese: 1

Paris Saint-Germain: 2020-2021
Competizioni internazionali
- Coppa Libertadores: 1

2023

### Nazionale
- Campionato sudamericano Under-17: 1

2010